# Пархомович, Владимир Игнатьевич
Владимир Игнатьевич Пархомо́вич (род. 24 мая 1951, Артёмовск, Красноярский край) — советский легкоатлет, мастер спорта СССР

## Биография
Среднюю школу окончил в 1969 году, после поступил в Красноярской институт цветных металлов, который закончил в 1974 году. С 1969 года стал заниматься легкой атлетикой у тренера Н. В. Медведева.
На чемпионате СССР по легкой атлетике в 1973 году стал чемпионом в эстафетном беге 4×400 вместе с Леонидом Королёвым, Валерием Юрченко и Семёном Кочером.
После завершения спортивной карьеры стал тренером и судьей.